# Порт-Едвардс (Вісконсин)
Порт-Едвардс (англ. Port Edwards) — селище (англ. village) в США, в окрузі Вуд штату Вісконсин. Населення — 1762 особи (2020).

## Географія
Порт-Едвардс розташований за координатами 44°21′26″ пн. ш. 89°51′1″ зх. д. / 44.35722° пн. ш. 89.85028° зх. д. (44.357301, -89.850366).  За даними Бюро перепису населення США в 2010 році селище мало площу 18,85 км², з яких 15,61 км² — суходіл та 3,24 км² — водойми. В 2017 році площа становила 16,78 км², з яких 13,55 км² — суходіл та 3,23 км² — водойми.

## Демографія
Згідно з переписом 2010 року, у селищі мешкало 1818 осіб у 711 домогосподарстві у складі 499 родин. Густота населення становила 96 осіб/км².  Було 750 помешкань (40/км²).
Расовий склад населення:
| - 94,9 % — білих - 1,3 % — корінних американців - 1,1 % — азіатів - 0,9 % — чорних або афроамериканців - 0,1 % — вихідців з тихоокеанських островів |

До двох чи більше рас належало 1,1 %. Частка іспаномовних становила 2,3 % від усіх жителів.
За віковим діапазоном населення розподілялося таким чином: 23,6 % — особи молодші 18 років, 54,4 % — особи у віці 18—64 років, 22,0 % — особи у віці 65 років та старші. Медіана віку мешканця становила 43,5 року. На 100 осіб жіночої статі у селищі припадало 91,0 чоловіків;  на 100 жінок у віці від 18 років та старших — 83,5 чоловіків також старших 18 років.
Середній дохід на одне домашнє господарство  становив 66 451 долар США (медіана — 52 891), а середній дохід на одну сім'ю — 76 316 доларів (медіана — 66 731). Медіана доходів становила 54 875 доларів для чоловіків та 37 250 доларів для жінок. За межею бідності перебувало 10,8 % осіб, у тому числі 16,4 % дітей у віці до 18 років та 8,0 % осіб у віці 65 років та старших.
Цивільне працевлаштоване населення становило 636 осіб. Основні галузі зайнятості: освіта, охорона здоров'я та соціальна допомога — 25,5 %, виробництво — 22,0 %, роздрібна торгівля — 10,5 %, науковці, спеціалісти, менеджери — 6,1 %.